# Ochrilidia mistshenkoi
Ochrilidia mistshenkoi är en insektsart som först beskrevs av Bei-bienko 1936.  Ochrilidia mistshenkoi ingår i släktet Ochrilidia och familjen gräshoppor. Inga underarter finns listade i Catalogue of Life.